# Cỏ bấc đèn
Cỏ bấc đèn hay Cỏ bấc (Tên khoa học: Juncus effusus; tiếng Anh: Groud grass) là loài thực vật thuộc chi Juncus. Đây là loài bản địa của hầu khắp các châu lục, thường gặp tại các khu vực ẩm ướt. mặt ngoài có màu xanh nhạt và có nhiều rãnh dọc ở thân.thân có lõi xốp và nhẹ Lá tiêu giảm chỉ còn lại bẹ nhỏ ở gốc thân. Hoa mọc vòng, lưỡng tính và bao hoa khô xác, có màu nâu. Quả nang và chứa nhiều hạt nhỏ bên trong.

## Hình ảnh

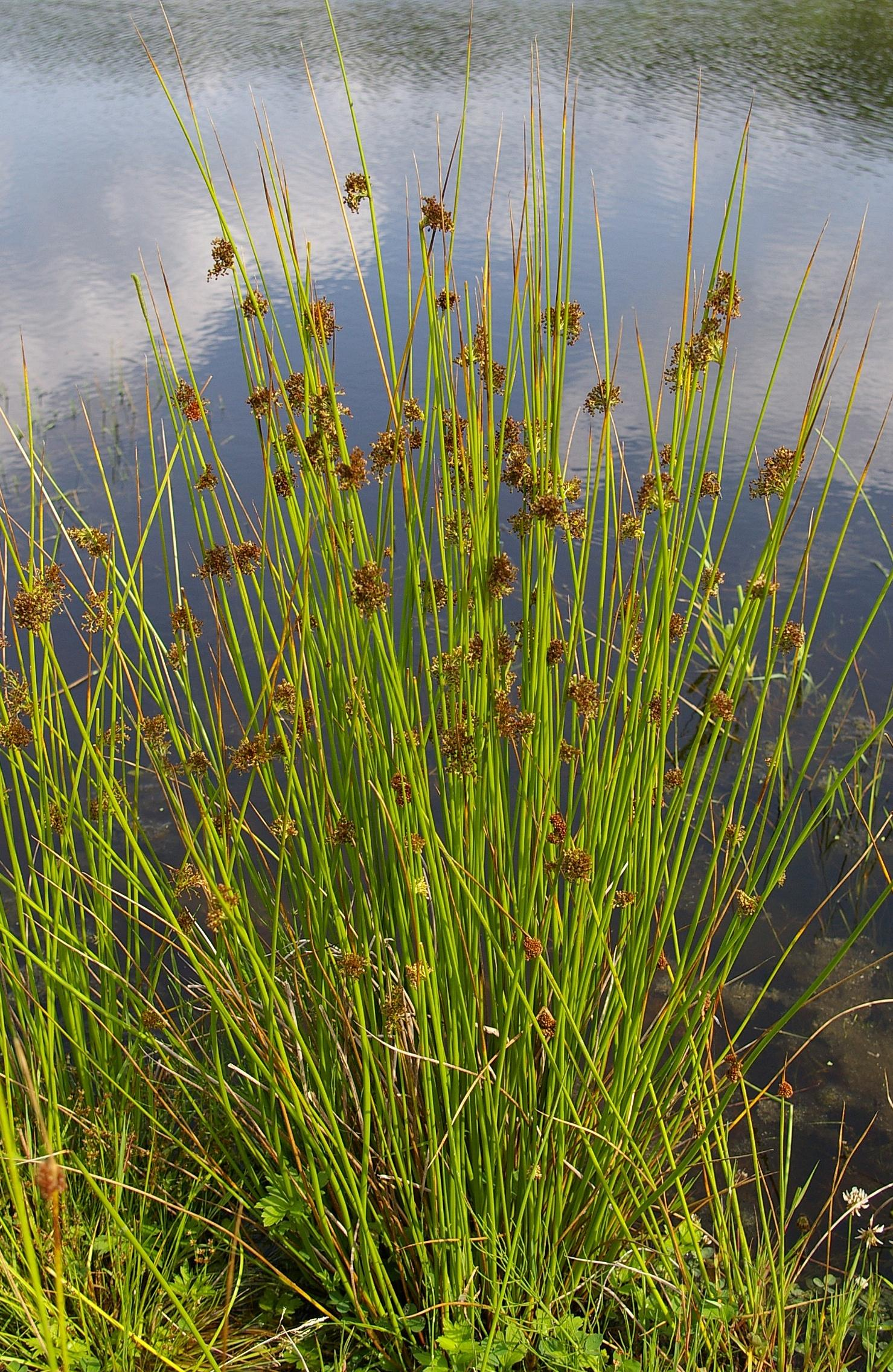
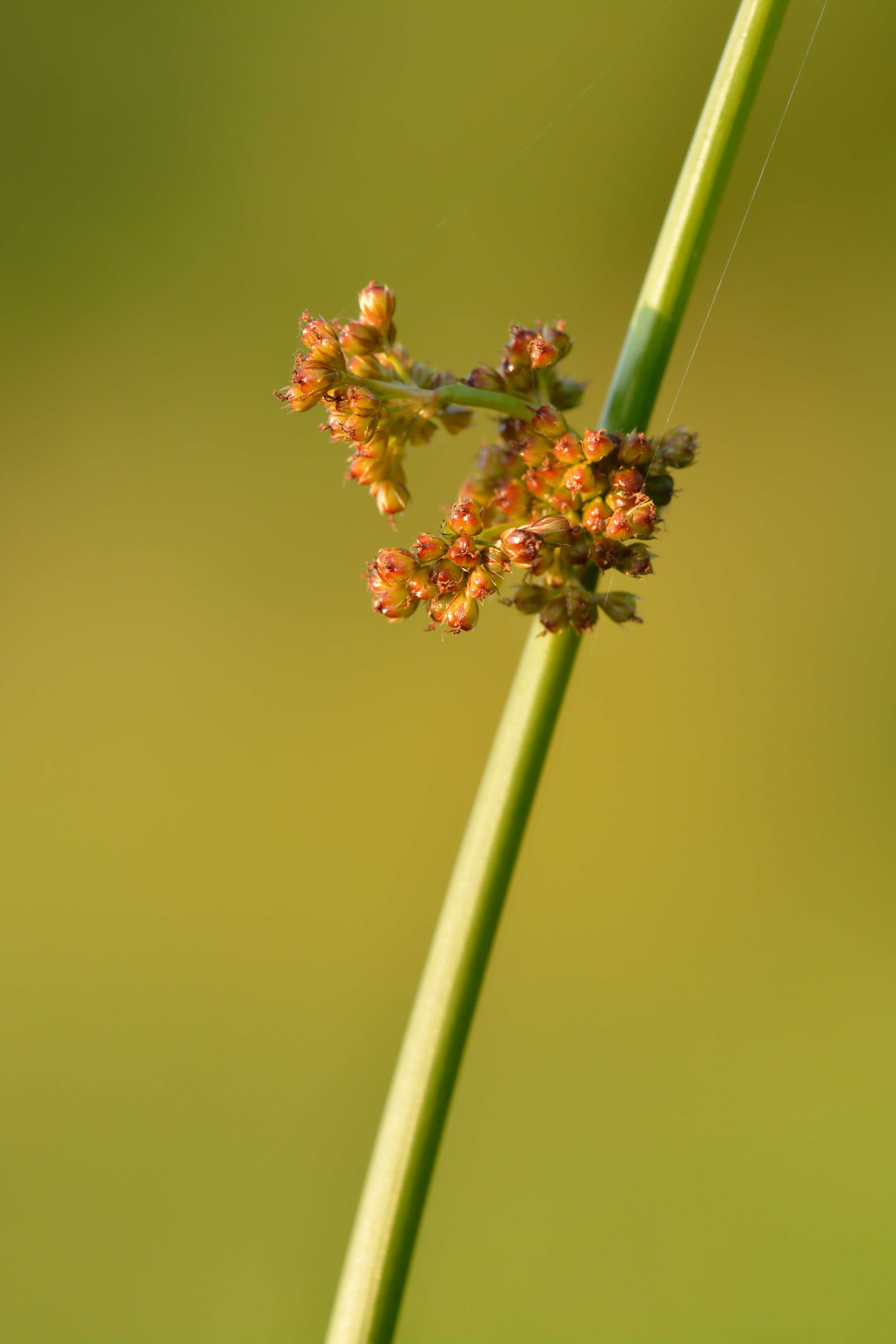
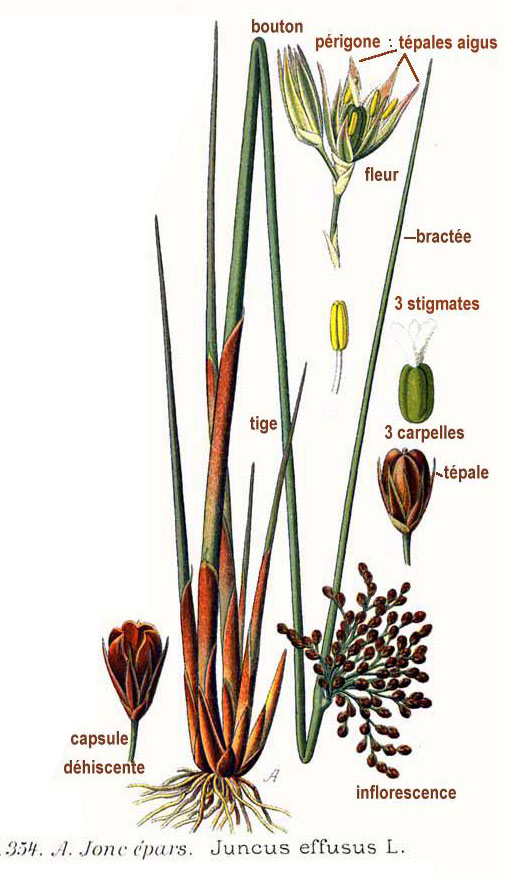
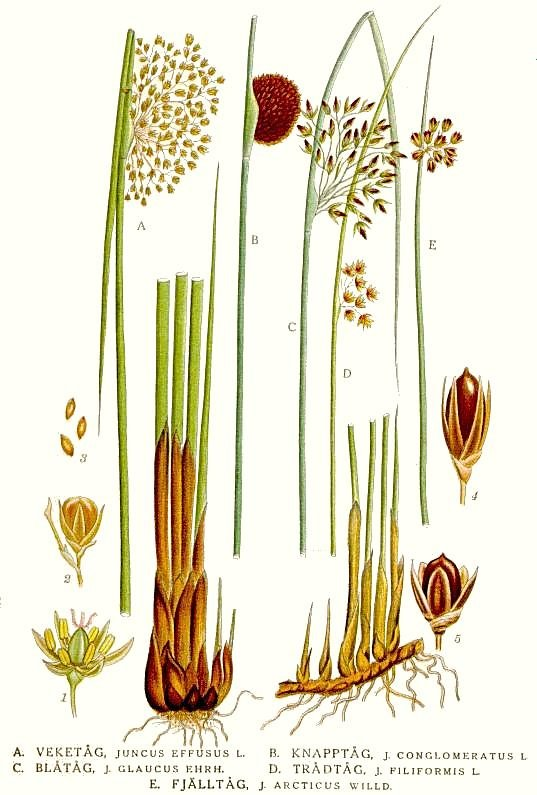

## Miêu tả

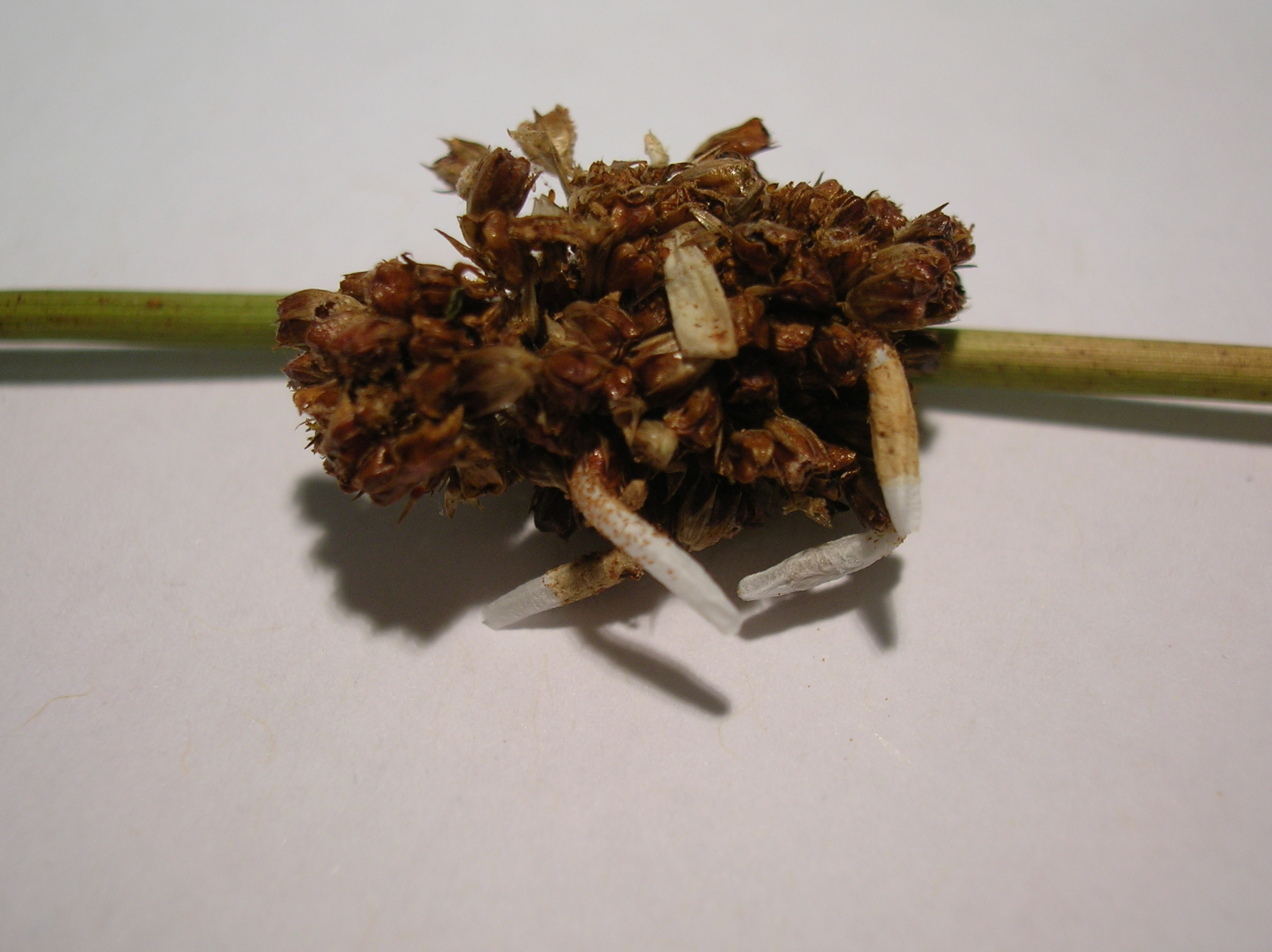
Nhộng của Coleophora caespitiella trên J. effusus.

Cỏ bấc đèn có thể cao đến 1,5 mét.